# Eurocinema (RTP2)
Eurocinema foi uma rubrica de exibição de cinema que existiu na RTP2, onde foram exibidos os mais célebres filmes da história da 7ª Arte.

## Filmes Exibidos no Eurocinema
Os filmes que foram estreados em televisão no "Eurocinema" foram dos mais variados tipos e os que mais fizeram sucesso na televisão, como demonstra a lista dos seguintes exemplos que apresentamos de filmes que foram estreados, exibidos ou reexibidos na rubrica "Eurocinema":

### 1987
| Dia de exibição         | Titulo do filme e ano              | País de origem    | Elenco principal                                                          | Tempo de exibição    |
| ----------------------- | ---------------------------------- | ----------------- | ------------------------------------------------------------------------- | -------------------- |
| 3 de janeiro de 1987    | Outubro (1927)                     | União Soviética   | Boris Livanov, Nikolay Popov, Vasili Nikandrov                            | 1 hora e 35 minutos  |
| 10 de janeiro de 1987   | O Nascimento de uma Nação (1915)   | Estados Unidos    | Lillian Gish, Robert Harron, Mae Marsh, Miriam Cooper                     | 2 horas e 30 minutos |
| 17 de janeiro de 1987   | A Janela Aberta                    |                   |                                                                           | 1 hora e 35 minutos  |
| 24 de janeiro de 1987   | O Nascimento de uma Nação (1915)   | Estados Unidos    | Lillian Gish, Robert Harron, Mae Marsh, Miriam Cooper                     | 2 horas e 30 minutos |
| 31 de janeiro de 1987   | Matou (1931)                       | Alemanha          | Peter Lorre, Gustaf Gründgens, Ellen Widmann, Inge Landgut, Otto Wernicke | 1 hora e 30 minutos  |
| 7 de fevereiro de 1987  | O Testamento do Dr. Mabuse (1933)  | Alemanha          | Rudolf Klein-Rogge, Otto Wernicke, Oscar Beregi Sr., Gustav Diessl        | 1 hora e 35 minutos  |
| 14 de fevereiro de 1987 | Zero em Comportamento (1933)       | França            | Jean Dasté, Robert le Flon                                                | 50 minutos           |
| 21 de fevereiro de 1987 | A Estalagem Vermelha (1951)        | França            | Fernandel, Françoise Rosay, Julien Carette, Marie-Claire Olivia           | 1 hora e 40 minutos  |
| 28 de fevereiro de 1987 | Miquette e a mãe (1934)            | França            | Blanche Montel, Michel Simon, Roland Toutain                              | 1 hora e 40 minutos  |
| 14 de março de 1987     | Foi Uma Mulher Que O Perdeu (1939) | França            | Jean Gabin, Jacqueline Laurent, Arletty                                   | 1 hora e 45 minutos  |
| 21 de março de 1987     | Um Erro Judiciário (1938)          | França · Alemanha | Raimu, Pierre Blanchar, Madeleine Renaud                                  | 1 hora e 55 minutos  |

## Ligações Externas
- Diário de Lisboa, Fundação Mário Soares.
- Rádio e Televisão de Portugal
- Revista "Rádio e Televisão"
- Comarca de Arganil